# 254-та стрілецька дивізія (СРСР)
254-та стрілецька Черка́ська ордена Леніна Червонопрапорна, орденів Суворова, Кутузова, Богдана Хмельницького дивізія — військове з'єднання стрілецьких військ Червоної армії, що існувало у 1941—1945 роках. Дивізія є однією з 7, які були нагороджені 5 орденами та мали почесні найменування, та першою серед них за кількістю Героїв Радянського Союзу і шостою серед усіх військових частин Червоної армії. Дивізія була першою, яка вийшла на рубіж польсько-радянського кордону 1944 року.

## Історія
Дивізія була сформована у період 3-12 липня 1941 року в Тісницьких таборах за 25 кілометрів від Тули за рахунок призваних із запасу військових та командирів зі складу внутрішніх та прикордонних військ НКВС. Озброєння від початку частина не мала. 15 липня дивізія перебувала вже у складі діючою армії, коли прибула на залізничну станцію Стара Русса. 16 липня було отримано перше бойове завдання — вийти на рубіж за 8-10 кілометрів на захід і південний захід від Старої Русси та зайняти оборону. Озброєння було отримано безпосередньо на рубежі у період 28-30 липня, в момент бойових зіткнень. 30 липня дивізія витримала наступ 290-ї піхотної дивізії німецьких військ і до 4 серпня успішно тримала оборона рубежу. Тоді ж північніше була прорвана оборона 180-ї стрілецької дивізії тією ж 290-ю піхотної дивізією німецьких військ. 254-та була змушена відступити на східний берег річки Ловать, де зайняла оборону шириною 7 кілометрів.
12 серпня дивізія бере участь у контрнаступі і 18 серпня виходить до річки Полісти та укріплюється на південних околицях Старої Русси. Невдовзі вона знову була змушена відступити на попередні позиції. Північніше розташувався 22-й стрілецький корпус, а південніше була прогалина шириною 12 кілометрів. 24 серпня 3-я танкова дивізія СС «Тотенкопф» почала наступ саме в цьому місці, через що дивізія відступила ще далі, за річку Пола. 31 серпня вона зайняла оборону, однак одразу була змушена відступити до залізничної станції Біглова. Праворуч розташувалась 202-а, а ліворуч — 163-я стрілецькі дивізії. 9 вересня поступив наказ про відхід дивізії до Личково, але село було зайняте німецькими військами. Дивізія вступила в бій на західній околиці села і зупинила наступ на село Видерки. 929-й стрілецький полк вів бої за 6 кілометрів південніше залізничної станції Любниця, а сама дивізія розташувалась на південному заході і вела безуспішний наступ на Кам'яну Гору.
5 жовтня дивізія передала свою ділянку фронту 26-й стрілецькій дивізії і була розділена. 936-ї стрілецький полк був перекинутий на захід від села Личково, де увійшов до складу 84-ї стрілецької дивізії. Інші полки були задіяні у будівництві оборонних смуг, 16 жовтня 2 полки були перекинуті в районі Білого Бору, з якого 17 жовтня їм прийшлось відступити. 12 листопада 936-й полк був витіснений із-під Личково. 8 січня 1942 року дивізія бере участь у Дем'янській наступальній операції. Праворуч від неї діяла 180-а, ліворуч — 202-а стрілецькі дивізії. 12 січня вона прорвала німецьку оборону, перетнула залізницю і захопила селище Біглово. 28 січня вона здала свої позиції і 30 січня форсованим маршем вийшла на південний берег озера Ільмень. Тут вона зайняла оборону і перегрупувалась. На початку лютого дивізія була перекинута в район Парфіно, 7 лютого захопила його та сусіднє Мануйлово. 12 лютого знову перекинута за 2-4 кілометри на схід від Старої Русси, де вела бої за Арініно. Тут вона зайняла оборону шириною 6 кілометрів і отримала задачу утримувати автодорогу на Холм. Праворуч неї розташувалась 46-а, а ліворуч — 50-а стрілецькі бригади.
20 березня німецькі війська пішли у наступ, прорвали оборону сусідньої 50-ї стрілецької бригади і вийшли у тил радянських військ. Дивізія вела запеклі бої, частково в оточенні, з 5-ю легкою, потім — з 122-ю піхотною дивізією, а пізніше — з 12-ю моторизованою дивізією. Її підтримували 85-й танковий полк та 27-й гвардійський мінометний полк реактивної артилерії. Разом вони змогли утримати позиції з боку Старої Русси та розширення коридору групою Зейдліца. Тут дивізія знаходилась до 23 січня 1943 року, коли почала наступ на східну ділянку рамушевського коридору. 15 лютого дивізія починає наступ разом з 26-ю стрілецькою дивізією, однак безуспішно. 8 квітня після відходу німецьких військ із Дем'янська, дивізія була перекинута за 10 на схід від Старої Русси. У травні вона вийшла в район залізничної станції Єдрово, де увійшла до складу 52-ї армії.
У кінці травня дивізія була перекинута залізницею під Воронеж, де розташовувалась до 5 червня, поповнювалась та проходила навчання. 9 серпня вона була почала рух на фронт і 1 вересня вийшла в район Зінькова. 4 вересня дивізія почала наступ на місто з південного заходу. 6 вересня дивізія увійшла у місто, 9 вересня — звільнила Бірки. 16 вересня вона форсувала річку Псел, 17-18 вересня брала участь у звільненні Сорочинців та Миргорода. 20 вересня дивізія увійшла у Велику Багачку, потім форсованим маршем вийшла до Золотоноші. Звільнивши місто військова частина вийшла до Дніпра в районі Домантово.
У ніч з 29 на 30 вересня дивізія почала форсувати Дніпро навпроти гирла Росі. Праворуч переправлялась 93-я, а ліворуч — 138-а стрілецькі дивізії. Разом вони захопили Канівський плацдарм, вели запеклі бої, обороняючи його. 17 жовтня дивізія перейшла у наступ у звільнила село Хрещатик. 6 листопада після контрнаступу німецьких військ змушена була відступити за Дніпро, а для захисту плацдарму залишилась 294-а стрілецька дивізія з 438-м винищувально-протитанковим артилерійським полком. 9 листопада дивізія була перекинута південніше Коробівки, де отримала наказ форсувати Дніпро, заволодіти великими оборонним районом у Черкасах та далі просунутись до Сміли. Праворуч наступала 294-а, а ліворуч — 373-я стрілецькі дивізії. У ніч з 12 на 13 листопада дивізія перебралась через річку і захопила плацдарм. Потім почала наступ на Черкаси і увійшла до міста з півночі. 20 листопада вона почала штурм міста і вела запеклі бої проти 72-ї та 57-ї піхотних дивізій, 5-ї танкової дивізії СС «Вікінг». Поряд наступала 373-я стрілецька дивізія, з 24 листопада їм допомагала 7-а гвардійська повітряно-десантна дивізія. Штурм міста продовжувався до 26 листопада, але безуспішно. 28 листопада штурм почався з більшою силою, німецькі війська були оточені. Але з боку Сміли було перекинути підкріплення і завдяки танкам котел був розірваний. 4 грудня почався третій штурм і німецькі війська знову потрапили в оточення. Четвертий штурм почався 9 грудня і лише 14 грудня місто було звільнене. Дивізія в цей час перебувала в районі Дубіївки, де оборонялась та прикривала наступ радянських військ із заходу.